# Sant Julià del Ges
Sant Julià del Ges és una església d'Alàs i Cerc (Alt Urgell) protegida com a Bé Cultural d'Interès Local.

## Descripció
Es tracta d'una església d'una sola nau, amb capçalera plana orientada a nord i amb una coberta de maons sostinguda per bigues modernes de formigó, en substitució l'antic entramat de fusta, que sosté la teulada a doble vessant.
Al nord de la capçalera hi ha un mòdul adossat, de planta rectangular i amb coberta de teula a una sola vessant, que fa funció de sagristia. S'hi accedeix per una porta rectangular situada al costat de l'altar. L'interior de la nau està enguixat. L'altar major va perdre retaule durant la Guerra Civil i està ornamentat per una imatge de Sant Julià dins d'una fornícula i a banda i banda hi ha dues altres imatges de sants. Les imatges són de guix i adquirides després de la Guerra Civil. Als peus de l'església hi ha un cor en alt de fusta que ocupa tota l'amplada de la nau.
L'església presenta poques obertures: la porta d'accés i l'ull de bou, ambdues a la façana principal. La portada, en arc de mig punt presenta dovelles de maó i està centrada respecte de l'eix de simetria. L'ull de bou és al damunt de la porta i per damunt d'aquest hi ha un rellotge de sol.
La façana meridional està coronada per un campanar d'espadanya de dos ulls, amb les campanes, i teulada a doble vessant. El parament exterior de l'església és d'obra vista, tot i que els murs presenten traces d'haver estat arrebossats amb morter de calç. A les cantonades trobem carreus grans, mentre que la resta del parament és a base de carreuons irregulars.
L'actual església de Sant Julià de Ges substitueix l'antiga església romànica de referència del poble. Es tracta d'una construcció d'època moderna, possiblement del segle xviii.

## Història
La vial de Gessum és esmentada l'any 1064 en la donació a la canònica de Santa Maria de la Seu d'Urgell d'una sèrie d'alous. El mateix any hi ha documentada una altra donació a Santa Maria de la Seu d'Urgell d'uns alous situats als llocs de Vilanova, el ges i Perella.
El lloc del Ges, que apareix documentat en uns altres dos documents de l'any 1100, pertanyia a la canònica de la Seu d'Urgell, i com a tal apareix esmentada en el Spill manifest del vescomtat de Castellbò, redactat l'any 1519.
L'any 1097 l'església de Sant Julià pareix esmentat en una deixa testamentària. L'any 1575 hi ha documentada una visita pastoral en que es constata el mal estat de la coberta. En aquesta època l'església de Ges era sufragània de Sant Just i Pastor de Cerc. En la darrera remodelació parroquial, el Ges ha passat a ser una capella annexa de la parròquia d'Alàs.
A l'edat mitjana, el temple de Ges estava situat als peus del poble, on encara es poden contemplar els vestigis de l'antiga església romànica integrada al conjunt del cementiri de la població. L'església de ges seria producte d'una reforma d'època moderna possiblement del segle xviii, moment en què aquesta nova construcció substituiria l'antiga, la qual restaria com a església del fossar.